# Pristimantis mutabilis
Pristimantis mutabilis es una especie de anuros en la familia Craugastoridae. Su nombre específico deriva del latín mutabilis (= mutable, cambiante), y se refiere a su habilidad para cambiar la textura de su piel.

## Distribución geográfica y hábitat
Es endémica de Ecuador. Su distribución altitudinal oscila entre 1850 y 2063 m s. n. m..